# ピカボ・ストリート
ピカボ・ストリート（Picabo Street、1971年4月3日 - ）はアメリカ合衆国・アイダホ州Triumph出身のアルペンスキー選手である。高速系の種目を得意とし、1994年リレハンメルオリンピック女子ダウンヒル銀メダリストであり、1998年長野オリンピック女子スーパージャイアントスラロームの金メダリストである。
1993年アルペンスキー世界選手権アルペン複合で銀メダル、1996年アルペンスキー世界選手権ではスーパー大回転で銅メダル、滑降で金メダルを獲得している。
アルペンスキー・ワールドカップでは種目別滑降で1994-1995シーズン、1995-1996シーズンの2回総合優勝を果たし、ワールドカップ通算9勝（2位6回、3位2回）。